# 임흥락
임흥락(1935년 1월 10일 ~ )은 대한민국의 정치인이다. 제38·39대 화순군수를 역임했다.

## 역대 선거 결과
|  | 78.44% |

|  | 51.82% |

|  | 43.65% |